# نيكولاس ويلكينسون
نيكولاس ويلكينسون (بالنرويجية: Nicholas Wilkinson)‏ هو سياسي بريطاني ونرويجي، ولد في 15 مارس 1988 في ليلهامر في النرويج. حزبياً، نشط في الحزب الاشتراكي اليساري. وقد انتخب عضو برلمان النرويج ‏ عن دائرة Akershus (Storting constituency) ‏ وقد انضم خلال فترته النيابية ‏ (1 أكتوبر 2017 – 2021)  للكتلة البرلمانية الحزب الاشتراكي اليساري.